# NGC 1091
NGC 1091 (другие обозначения — ESO 546-16, MCG -3-8-13, HCG 21E, PGC 10424) — спиральная галактика с перемычкой (SBa) в созвездии Эридан. Открыта Фрэнком Ливенвортом в 1886 году. Описание Дрейера: «очень тусклый, очень маленький объект круглой формы, более яркий в середине и в ядре». Принадлежит к компактной группе Хиксона 21, которая содержит галактики NGC 1092, 1098, 1099, 1100.
Этот объект входит в число перечисленных в оригинальной редакции «Нового общего каталога». Вторая версия Индекс-каталога содержит исправленные относительно указанных в Новом общем каталоге координаты.